# Willem van Fézensac
Willem Garcès van Fézensac (gestorven 960) was een zoon van Garcia II van Gascogne en van Amuna. Zijn zus Gersenda was getrouwd met Raymond III van Toulouse. Bij het overlijden van hun vader in 926 verdeelden de zonen het erfgebied. Willem Garcès volgde zijn vader op als graaf van Fézensac.
Willem was de vader van:
- Odo († 985), graaf van Fézensac,
- Bernard († 995), graaf van Armagnac,
- Fredelo, graaf van Gause,
- Garsendis, gehuwd met graaf Raymond I van Ribagorza.

Na zijn dood werd het graafschap tussen zijn zoons verdeeld: de oudste zoon volgde op in het Fézensac-deel, de tweede verkreeg deelgebied Armagnac.